# Groove Records
Groove Records est un label discographique américain, anciennement basé à New York, actif entre 1953 et 1965. Groove Records est une filiale créée par la compagnie RCA et qui produit des disques de rhythm and blues. Le premier 45 tours sorti est « Dead broke » par The Du Droppers, en 1954.

## Histoire
Fondé par Bob Rolontz, journaliste au Billboard, en 1953 en tant que label de rhythm and blues, le label s'efforce de percer sur le marché du rhythm and blues. Piano Red a son premier succès, mais Mickey & Sylvia est sa première grande vente. Le label enregistre également King Curtis, Arthur Crudup, Brook Benton et George Benson. Après le grand succès de anglais : Love Is Strange de Mickey & Sylvia, sorti en 1957, Groove est désactivé et ses artistes restants sont transférés à la filiale Vik de RCA.
En 1961, Groove est relancé en tant que label de singles à budget limité, avec une orientation plus marquée vers la musique country et quelques artistes pop et RnB. Il est complètement relancé en 1963. Les artistes qui ont enregistré pour la dernière incarnation de Groove comprenaient Anthony Swete, Sonny James, Justin Tubb, Marty Paich, Johnny Nash, Jack Scott, Johnnie Ray, Skip Battin et Charlie Rich. Cette version du label dure jusqu'en 1965.

## Groupes et artistes
- The Du Droppers
- Mickey & Sylvia
- Buddy Lucas
- Piano Red
- Varetta Dillard